# Bandeira de Pittsburgh

Bandeira de Pittsburgh

A bandeira de Pittsburgh, na Pensilvânia, nos Estados Unidos da América, é baseada no brasão de armas da Família Chatham. Pittsburgh foi nomeda por Willian Pitt, 1º conde dos Chatham. A fortaleza sobre o escudo representa a Cidade de Pittsburgh.
Em 2004, a bandeira foi escolhida como 24º melhor projeto de bandeira de fora das 150 cidades pela Associação de Vexilologia Norte-Americana.

## Relações externas
- Bandeira de Pittsburgh